# Windows Neptune
Windows Neptune var en testversion af Microsoft Windows, som var under udvikling fra begyndelsen af 1999 til begyndelsen af 2000. Målet var at udvikle et brugervenligt styresystem for private brugere på samme basis som det NT-baserede Windows 2000, som udvikledes til professionelt brug, og som skulle erstatte de ældre DOS-baserede Windows 9x operativsystemer. Efter udgivelsen af Windows 2000 blev Neptune-udviklerne og Windows 2000-udviklerne sat til at arbejde på Whistler, som i fjerde kvartal af 2001 blev udgivet som 
Windows XP, og Microsoft udgav et andet DOS-baseret operating system til private, Windows Me.
Der findes to kendte udgiver af Windows Neptune: Build 5000 som testedes internt hos Microsoft og hos enkelte udviklere uden for, samt Build 5111 som i kort tid var offentligt tilgængeligt. Build 5111 findes stadig på internettet.